# Väte socken
Väte socken ingick i Gotlands södra härad, ingår sedan 1971 i Gotlands kommun och motsvarar från 2016 Väte distrikt.
Socknens areal är 33,93 kvadratkilometer, varav 33,83 land. År 2020 fanns här 369 invånare. Sockenkyrkan Väte kyrka ligger i socknen. 

## Administrativ historik
Väte socken har medeltida ursprung. Socknen tillhörde Hejde ting som i sin tur ingick i Hejde setting i Medeltredingen.
Vid kommunreformen 1862 övergick socknens ansvar för de kyrkliga frågorna till Väte församling och för de borgerliga frågorna bildades Väte landskommun. Landskommunen inkorporerades 1952 i Klintehamns landskommun och ingår sedan 1971 i Gotlands kommun.
1 januari 2016 inrättades distriktet Väte, med samma omfattning som församlingen hade 1999/2000.  
Socknen har tillhört samma fögderier och domsagor som Gotlands södra härad. De indelta båtsmännen tillhörde Gotlands andra båtsmanskompani.

## Geografi
Väte socken ligger på södra Gotlands inland. Socknen består av omväxlande odlad slätt och skogsmark.
I Väte finns museigården Norrbys, som drivs av Länsmuseet på Gotland och som ska levandegöra 1940-talet.
Söder om Väte kyrka ligger Fonnsänge, som är ett gotländskt änge på fem hektar. 
Postnumret är 623 78 och riktnumret 0498.

### Gårdsnamn
Ambos, Annexen, Binge, Botarve, Bäcks, Folkes, Gräne, Gullarve, Haltarve, Hassle, Isome, Juves, Kakhuse, Kvie, Lunde, Magnuse, Mölner, Norrbys, Rovalds, Skradarve, Smide, Sorby, Stenarve, Timans, Tunde Stora, Västerväte, Örter.

## Fornlämningar
Från stenåldern finns boplatser och från bronsåldern några gravrösen och skeppssättning. Från järnåldern finns sju gravfält, varav ett stort vid Mölner, stensträngar och tre fornborgar, varav två bildar dubbelborgen Binge slott. Tre runristningar är kända.

## Namnet
Namnet (1400-talet Hwecym) har antagits innehålla ''kvetja,'en sliping; så mycket man kan slå med en lie innan man behöver vässa den' med tolkningen 'en äng av viss storlek' eller innehålla vättja, 'mjuk brynsten' med tolkning en mark med sådan sten.

## Befolkningsutveckling
| Befolkningsutvecklingen i Väte socken 1750–2020 | Befolkningsutvecklingen i Väte socken 1750–2020 | Befolkningsutvecklingen i Väte socken 1750–2020 | Befolkningsutvecklingen i Väte socken 1750–2020 | Befolkningsutvecklingen i Väte socken 1750–2020 |
| --- | ----------------------------------------------- | ----------------------------------------------- | ----------------------------------------------- | ----------------------------------------------- |
| |                                                 |                                                 |                                                 |                                                 |
| År |                                                 |                                                 | Folkmängd                                       |                                                 |
| 1750 | 1750                                            |                                                 | 280                                             |                                                 |
| 1760 | 1760                                            |                                                 | 310                                             |                                                 |
| 1769 | 1769                                            |                                                 | 316                                             |                                                 |
| 1780 | 1780                                            |                                                 | 368                                             |                                                 |
| 1790 | 1790                                            |                                                 | 345                                             |                                                 |
| 1810 | 1810                                            |                                                 | 433                                             |                                                 |
| 1820 | 1820                                            |                                                 | 510                                             |                                                 |
| 1830 | 1830                                            |                                                 | 502                                             |                                                 |
| 1840 | 1840                                            |                                                 | 529                                             |                                                 |
| 1850 | 1850                                            |                                                 | 524                                             |                                                 |
| 1860 | 1860                                            |                                                 | 569                                             |                                                 |
| 1870 | 1870                                            |                                                 | 594                                             |                                                 |
| 1880 | 1880                                            |                                                 | 586                                             |                                                 |
| 1890 | 1890                                            |                                                 | 575                                             |                                                 |
| 1900 | 1900                                            |                                                 | 566                                             |                                                 |
| 1910 | 1910                                            |                                                 | 601                                             |                                                 |
| 1920 | 1920                                            |                                                 | 616                                             |                                                 |
| 1930 | 1930                                            |                                                 | 575                                             |                                                 |
| 1940 | 1940                                            |                                                 | 585                                             |                                                 |
| 1950 | 1950                                            |                                                 | 527                                             |                                                 |
| 1960 | 1960                                            |                                                 | 451                                             |                                                 |
| 1970 | 1970                                            |                                                 | 356                                             |                                                 |
| 1980 | 1980                                            |                                                 | 366                                             |                                                 |
| 1990 | 1990                                            |                                                 | 347                                             |                                                 |
| 2000 | 2000                                            |                                                 | 327                                             |                                                 |
| 2010 | 2010                                            |                                                 | 327                                             |                                                 |
| 2020 | 2020                                            |                                                 | 369                                             |                                                 |
| Anm: Källor: Umeå universitet - Tabellverket 1749-1859, Demografiska databasen, CEDAR, Umeå universitet, Befolkningsutvecklingen i Gotlands socknar 2000 - 2010, Befolkning per församling, Folkmängden per distrikt, landskap, landsdel eller riket efter kön. År 2015 - 2022. |                                                 |                                                 |                                                 |                                                 |

### Fotnoter
1. 1 2  Svensk Uppslagsbok andra upplagan 1947–1955: Väte socken
2. ↑  ”Folkmängden per distrikt, landskap, landsdel eller riket efter kön. År 2015 - 2022”. Statistikdatabasen. Statistiska centralbyrån. http://www.statistikdatabasen.scb.se/pxweb/sv/ssd/START__BE__BE0101__BE0101A/FolkmangdDistrikt/. Läst 23 april 2023.
3. ↑  Harlén, Hans; Harlén Eivy (2003). Sverige från A till Ö: geografisk-historisk uppslagsbok. Stockholm: Kommentus. Libris 9337075. ISBN 91-7345-139-8
4. ↑  Administrativ historik för Väte socken (Klicka på församlingsposten). Källa: Nationella arkivdatabasen, Riksarkivet.
5. ↑  Om Gotlands båtsmanskompani
6. 1 2  Sjögren, Otto (1931). Sverige geografisk beskrivning del 2 Östergötlands, Jönköpings, Kronobergs, Kalmar och Gotlands län. Stockholm: Wahlström & Widstrand. Libris 9939
7. 1 2 3  Nationalencyklopedin
8. ↑  Gotlands länsmuseum, Norrbys i Väte Arkiverad 24 oktober 2007 hämtat från the Wayback Machine.
9. ↑  Fornlämningar, Statens historiska museum: Väte socken
10. ↑  Fornminnesregistret, Riksantikvarieämbetet: Väte socken Fornminnen i socknen erhålls på kartan genom att skriva in sockennamn (utan "socken") i "Ange geografiskt område"
11. ↑  Mats Wahlberg, red (2003). Svenskt ortnamnslexikon. Uppsala: Institutet för språk och folkminnen. Libris 8998039. ISBN 91-7229-020-X. https://isof.diva-portal.org/smash/get/diva2:1175717/FULLTEXT02.pdf